# Kanton Aubervilliers-Est
Kanton Aubervilliers-Est is een voormalig kanton van het Franse departement Seine-Saint-Denis. Het kanton maakte deel uit van het arrondissement Saint-Denis tot het op 22 maart 2015 fuseerde met het kanton Aubervilliers-Ouest tot het kanton Aubervilliers.

## Gemeenten
Het kanton Aubervilliers-Est omvatte de volgende gemeente:
- Aubervilliers (deels)